# Venturo

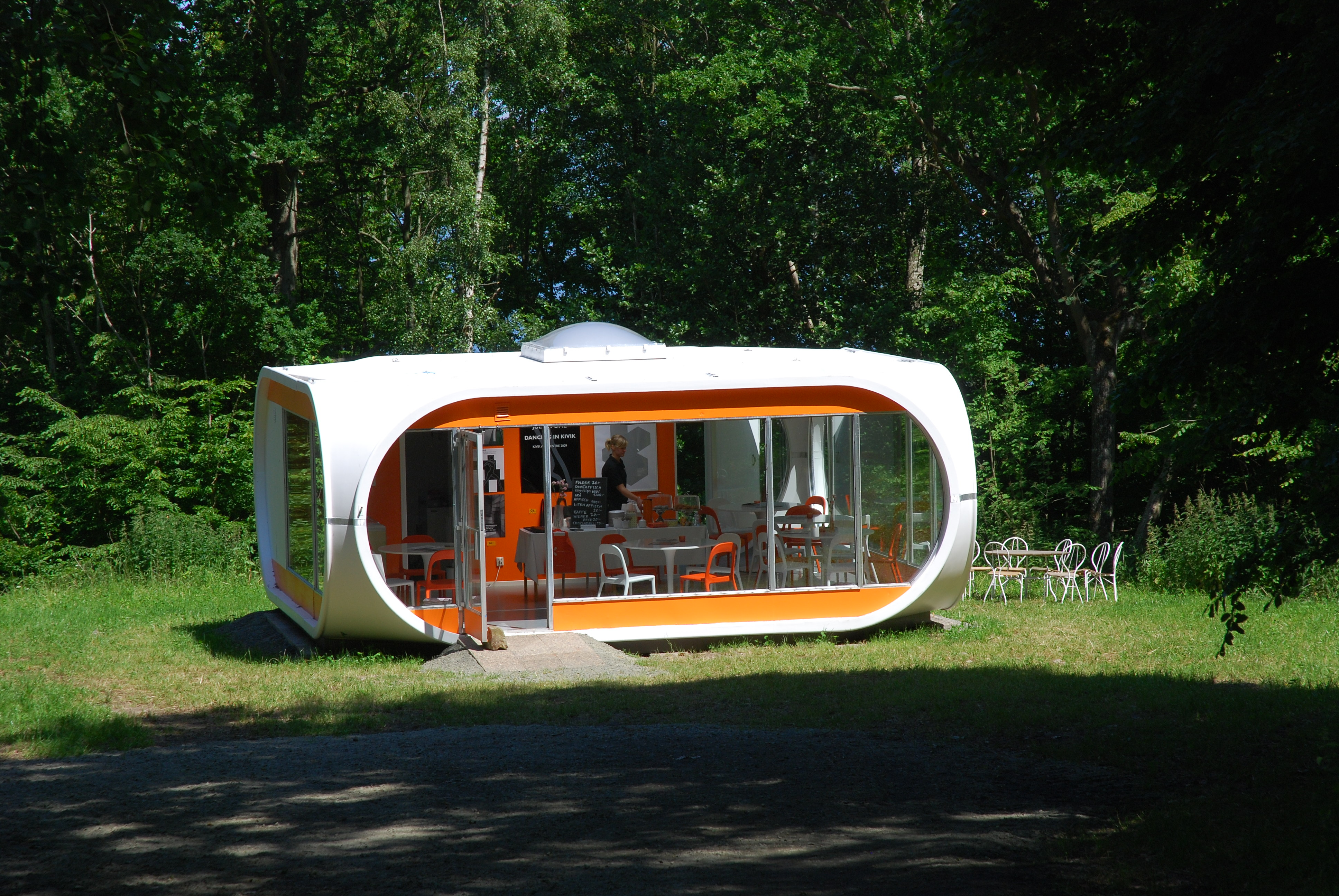
Nhà Venturo ở Trung tâm Nghệ thuật Kivik, Thụy Điển

Venturo hoặc Nhà Venturo là một ngôi nhà đúc sẵn được thiết kế bởi kiến trúc sư người Phần Lan Matti Suuronen vào năm 1971. Nó bao gồm nhựa nhựa polyester được gia cố bằng sợi thủy tinh, polyester-polyurethane, và kính acrylic. Vào cuối những năm 1960, Suuronen được biết đến với ngôi nhà Futuro hình tròn của mình và bây giờ muốn tạo ra một "nhà riêng cuối tuần" mới mẻ. Venturo là một phần thuộc loạt công trình Casa Finlandia của Suuronen, được gọi là mẫu CF-45. Các mẫu khác là CF-100/200 (1969) và CF-10 (1970), số thứ tự trên cho biết diện tích sàn tính theo mét vuông.
Venturo là một hệ thống xây dựng mô-đun, cách nhiệt và dễ di dời. Các bức tường và phần đỉnh được làm bằng sợi thủy tinh hai lớp với bọt polyurethane dày hai inch và sàn được làm bằng gỗ dán. Diện tích sàn là 45 m² và ngôi nhà nặng bốn tấn. Nó được vận chuyển bằng hai mô-đun, một trong số đó có phòng tắm, nhà bếp và phòng xông hơi khô và một bao gồm cả các phần phụ.
Venturo ban đầu được xem là ngôi nhà cuối tuần hoặc kiểu nhà bungalow nhưng chúng cũng được sử dụng làm cửa hàng nhỏ và ki-ốt bán lẻ. Ba chiếc Venturo được nhập sang Thụy Điển và được sử dụng làm trạm xăng cho BP. Khi cuộc khủng hoảng dầu mỏ năm 1973 xảy ra, chỉ có 19 căn nhà Venturo được sản xuất bởi công ty Phần Lan Oy Polykem Ab. Tuy nhiên, giấy phép đã được bán cho 23 công ty trên toàn thế giới và một số ngôi nhà có lẽ được sản xuất tại Nhật Bản.